# سانتیاگو ناگول
سانتیاگو ناگول (انگلیسی: Santiago Nagüel؛ زادهٔ ۲۸ ژانویهٔ ۱۹۹۳) بازیکن فوتبال اهل آرژانتین است.
از باشگاه‌هایی که در آن بازی کرده‌است می‌توان به باشگاه فوتبال راسینگ کلوب آویاندا و باشگاه فوتبال آرژانتینوس جونیورز اشاره کرد.